# Robert A. Lovett
Robert Abercrombie Lovett (Huntsville, 14 de setembro de 1895 – Locust Valley, 7 de maio de 1986) foi o 4º Secretário de Defesa dos Estados Unidos de 1951 até 1952 durante os últimos anos da presidência de Harry S. Truman.
Lovett estudou na Universidade Yale e na Universidade Harvard, cursando direito e administração de negócios. Ele serviu na Marinha dos Estados Unidos durante a Primeira Guerra Mundial, chegando até a comandar um esquadrão aéreo naval ao chegar na patente de tenente-comandante.
Ao voltar da guerra ele foi trabalhar como atendente do Banco Nacional de Comércio em Nova Iorque, indo depois para o banco Brown Brothers Harriman & Co. na Wall Street, onde eventualmente tornou-se um dos parceiros e um membro proeminente da comunidade de negócios da cidade. Mesmo assim ele manteve um interesse em aeronáutica, principalmente aviação europeia.
Lovett foi nomeado em dezembro de 1940 como assistente especial de Henry L. Stimson, então Secretário de Guerra dos Estados Unidos. Em abril de 1941 ele foi nomeado Secretário de Guerra Assistente para o Ar. Lovett supervisionou a expansão das Forças Aéreas do Exército durante a Segunda Guerra Mundial.
Ele criou em outubro de 1945 o Comitê Lovett para aconselhar o governo sobre a organização das atividades de inteligência norte-americanas no pós-guerra. Ele voltou para o Brown Brothers Harriman & Co. em dezembro, porém foi chamado de volta a Washington, D.C. pelo general George Marshall para servir como seu Vice-Secretário de Estado. Lovett voltou para os negócios em 1949, porém Marshall logo o chamou para novamente ser seu vice agora no Departamento de Defesa.
Marshall se aposentou em 1951 e Lovett tornou-se o novo Secretário de Defesa durante a Guerra da Coreia. Ele criou um programa de rearmamento para o exército e fez campanha para conseguir mais dinheiro a fim de melhorar as capacidades defensivas dos Estados Unidos. Ele não conseguiu todo o dinheiro que queria e foi prejudicado ainda mais em 1952 quando aconteceu uma grande disputa entre o governo federal e a indústria do aço. O presidente Harry S. Truman, ameaçado de uma greve geral, tomou as metalúrgicas e foi apoiado por Lovett, que viu a ação como essencial para manter a produção de defesa e as forças armadas em guerra.
Ele deixou o cargo ao final da presidência de Truman com a guerra ainda decorrendo. Lovett voltou para o Brown Brothers Harriman & Co., onde permaneceu durante anos. Quando John F. Kennedy chegou a presidência em 1961, seu pai Joseph P. Kennedy o aconselhou a nomear Lovett para um cargo que ele pudesse almejar, porém ele recusou. Mesmo assim ele recebeu a Medalha Presidencial da Liberdade dois anos depois. 
Lovett morreu em 1986 aos noventa anos de idade em Locust Valley, Nova Iorque. Ele foi considerado como um dos administradores mais competentes que já passaram pelo cargo de Secretário de Defesa.